# KkStB 88 sorozat
A kkStB 88 sorozat egy szertartályosgőzmozdony-sorozat volt a cs.kir. Államvasutaknál ( k.k österreichische Staatsbahnen, kkStB).
A sorozat mozdonyait a Krauss Linzben 1882 és 1885 között építette. A HÉV forgalom igényeinek megfelelően tervezték őket (hasonlóan a 86.50-52–höz az ÖLEG vonalakra). Valószínűleg megfelelően beváltak, mivel viszonylag nagy számban épültek. A mozdonyok egy része 1882-ben új kazánt kapott (lásd a táblázatot).
1918 után a mozdonyokból a PKP-hez a CFR-hez és a JDŽ-hez is kerültek, ahol már nem kaptak besorolást, úgy selejtezték őket. Ezen kívül 4 db került az FS-hez FS 809 sorozatként, 6 db a ČSD-hez ČSD 222.0 sorozatként és végül 10 maradt a BBÖ-nél, ahol 1929-ig selejtezték valamennyit.
Még meg kell említeni, hogy a 88 sorozatba eredetileg a Kaiserin Elisabeth-Bahn (KEB) öt mozdonyát is besorolták, ám ezeknek 1905-ben új – a 188- sorozatot nyitottak és a még meglévő 4 mozdonyt ebbe osztották be. Ezen kívül a Böhmische Nordbahn (BNB) két mozdonyát – amelyek előbb 88.71-72 pályaszámokat kaptak – szintén átsorolták a 288.71-72 pályaszámok alá.

## Fordítás
Ez a szócikk részben vagy egészben  a   kkStB 88 című német Wikipédia-szócikk ezen változatának fordításán alapul.  Az eredeti cikk szerkesztőit annak laptörténete sorolja fel. Ez a jelzés csupán a megfogalmazás eredetét és a szerzői jogokat jelzi, nem szolgál a cikkben szereplő információk forrásmegjelöléseként.